# Càrcer
Càrcer è un comune spagnolo di 2 001 abitanti situato nella comunità autonoma Valenciana.